# Mauro Iván Óbolo
Mauro Iván Óbolo, oft auch nur Iván Óbolo, (* 28. September 1981 in Arroyito) ist ein ehemaliger argentinischer Fußballspieler. Der Stürmer war in seinem Heimatland Argentinien, Italien, Spanien, Schweden und Chile aktiv. Im Jahr 2009 gewann er das Double aus schwedischer Meisterschaft und Landespokal.

## Werdegang
Óbolo begann seine Karriere bei CA Vélez Sársfield. Dort konnte er sich jedoch nicht durchsetzen und wurde zunächst innerhalb Argentiniens an CA Belgrano und anschließend nach Europa zu Piacenza Calcio verliehen. 2003 kehrte er zurück zu Vélez, konnte sich jedoch abermals nicht durchsetzen und wurde wieder verliehen. Seine nächsten Stationen waren der CA Lanús und der spanische Klub FC Burgos. 2006 verließ er Vélez endgültig und wechselte innerhalb der Primera División zu Arsenal de Sarandí.
Im Sommer 2007 wechselte Óbolo abermals nach Europa und ging zusammen mit seinem Mannschaftskameraden Lucas Valdemarín nach Schweden zu AIK. Bei seinem Debüt in der Allsvenskan am 3. Juli gelang ihm direkt sein erster Treffer für den neuen Arbeitgeber, als er beim 2:0-Erfolg über Trelleborgs FF in der 72. Spielminute das Tor zum 1:0 erzielte. Insgesamt brachte er es in seiner ersten Halbserie in Schweden auf fünf Saisontore. Ab der folgenden Spielzeit gehörte er zu dem Stammkräften beim Klub aus Solna. In seiner ersten Gesamtserie in Schweden stand er in allen 30 Saisonspielen in der Startelf und verpasste keine Spielminute. Zudem führte er mit zehn Saisontoren die vereinsinterne Torschützenliste an. Auch 2009 stand er in allen Spielen in der Startelf und führte den Klub mit neun Toren zur Meisterschaft. Im Pokalfinale gegen IFK Göteborg kurz nach Saisonende gehörte er neben Antônio Flávio zu den Torschützen, die den Klub durch einen 2:0-Erfolg zum Double führten.
Im Januar 2010 kehrte Óbolo nach Argentinien zurück und unterschrieb einen Vertrag bei seinem ehemaligen Klub Arsenal de Sarandí in der Primera División. Dort hatte er seinen Stammplatz im Sturm, fand sich mit seiner Mannschaft im Mittelfeld der Primera División wieder. Anfang 2012 wechselte er erneut zu Vélez Sársfield. Er beendete die Clausura 2012 mit seinem Team auf dem dritten Platz. Mitte 2012 verpflichtete ihn Ligakonkurrent CD Godoy Cruz. Dort spielte er zwei Jahre lang, ehe er Mitte 2014 zu CD Universidad Católica nach Chile wechselte. Dort hatte er zunächst einen festen Platz im Team, verlor diesen jedoch und verließ den Klub nach einem halben Jahr wieder. Anfang 2015 schloss er sich CA Belgrano an, wo er seine Laufbahn Ende 2016 beendete.